# Bertha von Andechs
Bertha von Andechs (* nach 1176; † nach 1249) war Äbtissin des Benediktinerinnenklosters Gerbstedt. Sie war eine Tochter des Markgrafen Berthold III. von Istrien, Graf von Andechs.

## Leben
Die Eltern von Gräfin Bertha von Andechs waren Berthold III. (* ca. 1137; † 1188) und dessen zweite Frau Luitgard, Tochter von König Sven III. von Dänemark. Berthas Bruder war Poppo von Andechs-Meranien (Bischof von Bamberg 1237–1242,  † 1245), weitere fünf Halbgeschwister hatte sie aus der ersten Ehe ihres Vaters mit Hedwig N.N. 
Bertha ist nach 1176 geboren (Tod von Bertholds erster Frau Hedwig) und wurde 1249 letztmals urkundlich erwähnt, ein genaueres Todesjahr ist nicht belegt; 1255 wird ihre Nachfolgerin Äbtissin Jutta (Guta) erstmals genannt.
Bertha war Äbtissin des Benediktinerinnenklosters Gerbstedt im Mansfelder Land im heutigen Sachsen-Anhalt. In der 1216/17 entstandenen Genealogia Wettinensis wird sie bereits als Äbtissin erwähnt, letztmals 1249 bei einer Verkaufszustimmung für einen Ministerialen des Klosters. In das ferne Kloster im Mansfelder Land dürfte Bertha durch die engen verwandtschaftlichen Beziehungen der Grafen von Andechs zum Herrscherhaus der Wettiner gekommen sein. Ihre Mutter Luitgard war eine Enkelin des Markgrafen Konrad von Meißen, ihr (Halb-)Bruder Herzog Berthold IV. von Meranien hatte die Tochter Agnes des Sohnes Dedo von Konrad von Meißen geehelicht.
Bei der in der Literatur wiederholt 1190 erwähnten Äbtissin Bertha des Klosters  dürfte es sich noch um die Tochter Bertha des  Markgrafen Konrad von Meißen handeln (dessen Töchter Oda und Bertha waren nach der Genealogia Wettinensis Äbtissinnen von Gerbstedt). Bertha von Andechs wäre 1190 höchstens 13 Jahre alt gewesen. 